# Pan peg
El peg bread («pan de clavija») es un pan típico de Jamaica y las Indias Occidentales. Por lo general, se sirve junto con té por la mañana.